# Maxwell Simpson
Pour les articles homonymes, voir Simpson.
Maxwell Simpson, né le 15 mars 1815 à Beach Hill, dans le comté d'Armagh, en Irlande et mort le 26 février 1902 à Londres, est un chimiste irlandais. 

## Biographie
Né à Beach Hill, dans le comté d'Armagh, en Irlande, il est le fils de Thomas Simpson. Il fréquente l'école du Dr Henderson à Newry avant de poursuivre ses études au Trinity College de Dublin en 1832. Il obtient son diplôme en 1837 et voyage sur le continent. Après avoir assisté à une conférence de Jean-Baptiste Dumas à Paris sur la chimie, il décide d'étudier cette matière, ce qu'il fait à l'University College de Londres.
En 1847, il devient professeur de chimie à la Park Street Medical School (plus tard Ledwich School of Medicine) de Dublin. Après la fermeture de cette école, il donne des cours à la Peter St. School of Medicine. Il prend ensuite trois ans de congé pour étudier en Allemagne, retourne à Dublin en 1854, passe deux années supplémentaires à Paris et revient en 1860. À ce moment-là, il construit un laboratoire dans sa maison de Dublin dans lequel il travaille pendant les sept années suivantes. Au cours de cette première partie de sa vie, il commence à faire des découvertes qui le placent au premier rang des chimistes de son temps. Il s'agit notamment d'améliorations dans la détermination de l'azote dans les composés organiques, la détermination de la structure des alcools polyhydriques et la synthèse de l'acide succinique et d'autres acides à partir des cyanures correspondants.
Il est élu membre de la Royal Society en juin 1862.
En 1872, il est nommé professeur de chimie au Queen's College de Cork, poste qu'il occupe jusqu'à sa retraite en 1892.
Il épouse Mary Martin, fille de Samuel Martin de Loughorne, dans le comté de Down. Il meurt à Londres en 1902 et est enterré au cimetière de Fulham.